# Borova (Járkov)
Borova (en ucraniano: Борова) es un pueblo ucraniano perteneciente al óblast de Járkov. Situado en el noreste del país, es parte del raión de Izium y centro del municipio (hromada) homónimo.

## Toponimia
El nombre del asentamiento en otros idiomas de importancia local es Borovaya (en ruso: Боровая).

## Geografía
Borova está situado en la orilla oriental del embalse del Oskil en el río Oskil y recibe su nombre por su afluente, el río Borova. La distancia a Járkiv es de 165 km y está a 46 km al sur de Kúpiansk. 

## Historia
La primera mención escrita del pueblo data de 1670. Según el historiador Les Isaiv, el asentamiento de Borov se fundó a más tardar en 1790 al unir varias aldeas con diferentes nombres (no tiene nada que ver con la granja del monasterio de Borova, que se corresponde con el pueblo de Oskil).
Borova era un pueblo en la gobernación de Járkov del Imperio ruso. La población de las granjas, y más tarde del asentamiento de Borova, se dedicaba principalmente a la agricultura y la ganadería. Cultivaron centeno, trigo, mijo, avena, criaron ganado vacuno, ovino y, en ocasiones, desarrollaron la horticultura. Además, las mujeres hilaban lino, cáñamo, lana y tejían lienzos y telas. Los productos eran para uso personal ya veces para la venta. 
A principios del siglo XX, el asentamiento creció, especialmente en dirección al pueblo de Borova. En enero de 1918 se estableció aquí el poder soviético. En 1923, el pueblo se convirtió en el centro administrativo del distrito recién establecido. Un periódico local se publica aquí desde 1934.
Durante la Segunda Guerra Mundial, Borova estuvo bajo ocupación alemana desde julio de 1942 hasta febrero de 1943.
En 1957, cuando se llenó el embalse del Oskil, se inundó el pueblo histórico original y la población se trasladó a las afueras occidentales de Borova. El pueblo es un asentamiento urbano desde 1968.
Hasta el 18 de julio de 2020, Borova fue el centro administrativo del raión de Borova. El raión se abolió en julio de 2020 como parte de la reforma administrativa de Ucrania, que redujo el número de rayones del óblast de Járkiv a siete. El área del raión de Borova se fusionó con raión de Izium.En 2023, Borova perdió el estatus de asentamiento de tipo urbano debido a la eliminación de este estatus administrativo.
En el marco de la invasión rusa de Ucrania que comenzó en 2022, tropas rusas ocuparon Borova durante la batalla de Izium el 14 de abril de 2022. Ucrania recuperó el control de Borova y todo su municipio el 3 de octubre, una vez tomada la ciudad de Limán.

## Demografía
La evolución de la población de Borova entre 1959 y 2022 fue la siguiente:
| 4687                                                          | 4951 | 6297 | 7396 | 6843 | 5936 | 5371 | 5055 |
| (Fuente: Cities & Towns of Ukraine y UKRAINE: Größere Städte) |      |      |      |      |      |      |      |

## Infraestructura

### Transporte
Borova está en la carretera P-79 que conecta Krasnojrado a través de Izium con Kúpiansk y cruza más hacia Rusia. La estación de tren más cercana es Pereddonbasivska, a aprox. 1,5 km, y por ella pasa el ferrocarril que conecta Izium y Slóviansk con Kúpiansk.